# Svitky od Mrtvého moře

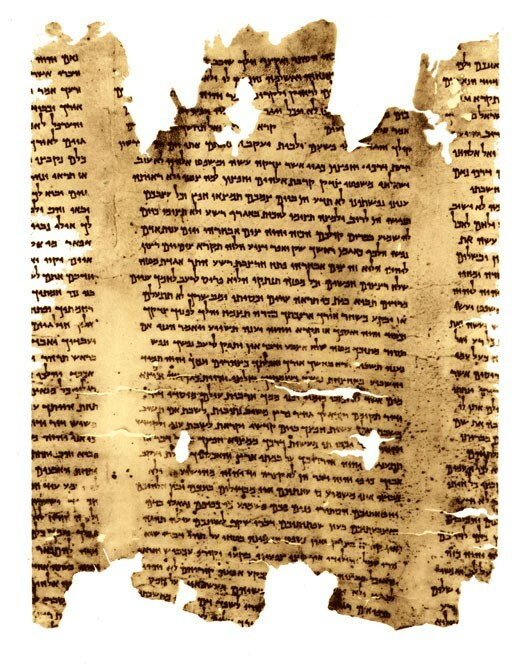
Část svitku s textem Izajáše (Iz 57,17–59,9; 1QIsa^{b})

Svitky od Mrtvého moře (někdy Kumránské svitky) jsou nálezy starověkých svitků a jejich zlomků nalezených poblíž Mrtvého moře, zejména v Kumránu. Svitky obsahují biblické a další náboženské texty.
Okolnosti nálezu nejsou příliš jasné. Svitky byly objeveny roku 1947 (někdy se uvádí rok 1946) třemi beduíny – pašeráky, kteří chtěli svůj nález dobře zpeněžit. Svitky byly zveřejněny v roce 1948. Metropolita Samuel, který část svitků odkoupil (druhou část koupil krátce nato Eleazar Sukenik), je v roce 1949 nechal prozkoumat a odvezl je do USA. Roku 1954 se zásluhou jeruzalémského docenta Jigaela Jadina navrátily do Izraele a byly umístěny do Svatyně knihy. Druhá důležitá sbírka spisů existuje v Rockefellerově muzeu – archeologickém muzeu v Jeruzalémě. Muzeum bylo v roce 1966 zestátněno Jordánskem a po šestidenní válce je získal Izrael.

## Zmínky o svitcích
Objev svitků byl velkým překvapením, ačkoli existovaly určité indicie, které existenci těchto svitků naznačovaly. Órigenés (cca 185–253), který v Césareji Přímořské založil křesťanskou akademii, se zmiňuje o svitcích, které byly nalezeny „v jeskyni poblíž Jericha“. Jeho svědectví potvrzuje i Eusebios z Kaisareie. O textech v jeskyních u Jericha se zmiňuje o několik století později také Timotheus I. (nestoriánský patriarcha, 8. stol.).

## Moderní nálezy

### Kumrán

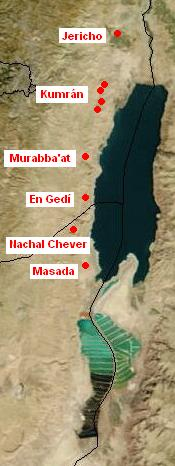
Mapa nálezů Svitků od Mrtvého moře

Roku 1947 (někdy se uvádí rok 1946) byla beduíny, jejichž způsobem obživy bylo pastevectví a pašeráctví – pašovaný materiál ukládali do jeskyní v Judské poušti – objevena jeskyně (později označované jako 1Q, tedy „první kumránská jeskyně“) a v ní svitky. Beduíni se snažili nález prodat. Kupce nalezli v syrském biskupovi Samuelovi, který ukázal svitky badatelům z Hebrejské univerzity v Jeruzalémě, kteří svitky identifikovali – nejdelší z nich (7,43 m) obsahoval text Izajáše z 2. století př. n. l. Když beduíni zjistili, že jejich zboží má odbyt, začali rychle zvedat cenu. Svitky začal skupovat také Eleazar Sukenik, profesor Hebrejské univerzity. Z nedostatku finančních prostředků se obrátil na Americkou školu pro výzkum orientu v Jeruzalémě, které 11. dubna 1948 vydaly o nálezu svitků tiskovou zprávu, a o nálezu se tak dozvěděl celý svět.

### Vádí Murabba'at
Zatímco v Kumránu probíhal soustavný archeologický průzkum, který následně odhalil dalších 10 jeskyní, očíslovaných postupně 2Q – 11Q (1952 2Q – 4Q; 1953 5Q – 6Q; 1955 7Q – 10Q; 1956 11Q), objevili beduíni na podzim 1951 další jeskyni. Jednalo se o Vádí Murabba'at (častěji bývá užíváno toto arabské jméno, někdy se však lze setkat i s hebrejským Nachal Darga). Archeologického výzkumu se na tomto místě ujali jordánští archeologové a Roland de Vaux OP. Zjistili, že jeskyně v tomto vádí byly využívány již od konce 4. tisíciletí př. n. l. Nejstarší nalezený rukopis pocházel z roku 650 př. n. l. a nejnovější předměty ze 14. stol. n. l.
Nejvíce předmětů však pocházelo z období Bar Kochbova povstání, kdy se zde v poslední zoufalé fázi Židé ukryli a zanechali po sobě kromě běžných nástrojů také své mince a množství hebrejských, aramejských a řeckých rukopisů, vzácné jsou zejména Bar Kochbovy vlastnoruční dopisy. Římané, kteří Židy objevili a nechali je vyhladovět, v jeskyních zase nechali latinské listiny.

### Masada
V letech 1963 a 1965 probíhal archeologický výzkum za vedení Jigaela Jadina a za pomoci mnoha dobrovolníků z celého světa na Masadě, kde stála pevnost Heroda Velikého, do které během První židovské války utekli zelóti a esejci. Ti sem přinesli (možná již před začátkem povstání) některé své svitky, které pak ve spěchu ukryli před blížícími se Římany pod podlahu masadské synagogy, a svitky tak byly zachráněny. Nálezy jsou psány (kromě hebrejštiny) v aramejštině i řečtině, což svědčí o bilingvismu běžného obyvatelstva.

### Další místa
Svitky byly objevovány i na dalších místech východní části Judské pouště – Nachal Arugot (Nachal je hebrejský výraz pro vádí), Nachal Asa'el, Nachal Mišmar, Nachal Chever (zde byly nalezeny kostry vyhladovělých Židů, zlomky Septuaginty, další Bar Kochbovy dopisy a další listiny).
Všechny svitky v Muzeu Bible ve Washingtonu jsou však padělky.

## Původ a povaha svitků

### Původ
Přestože souvislost mezi sídlištěm v Kumránu a svitky byla mnohými teoriemi zpochybňována, dnes bývá obecně přijímáno, že jeskyně byly spravovány esejci. To však neznamená, že kumránská komunita vytvořila všechny svitky. Autory velké části svitků (možná většiny) jsou skutečně esejci, mnohé svitky však byly do Kumránu přineseny, aby esejci mohli studovat myšlení různých židovských hnutí.
Většina svitků byla sepsána mezi lety 200 př. n. l. a 68 n. l., kdy byl Chirbet Kumrán během židovského povstání zničen Římany. Po roce 68 pak již kumránské jeskyně používány nebyly, jiné jeskyně však ano – během Bar Kochbova povstání (132–135) či ještě později křesťanskými usedlíky a mnichy (5. a 6. století n. l.).

### Vzhled
Většina z nalezených svitků (je obtížné určit, kolik procent z původního množství bylo vlastně nalezeno – někteří mluví o 60 %, střízlivější však o pouhých 6 %) byla napsána na kůži, menší část na pergamenu. Objevily se i dvě zvláštnosti. První byl otisk papyru na hlíně – zlomek papyru se již nedochoval, text v hlíně je však poměrně dobře čitelný. Druhou zvláštností byl Měděný svitek, zhotovený z čisté mědi, který již nebylo možné rozvinout, a tak byl rozřezán postupně na pláty, které pak byly položeny vedle sebe, takže text bylo možno přečíst.

### Obsah
Texty svitků lze dle obsahu rozdělit takto:
1. Biblické texty – texty masoretského Tanachu, targumy, tefilin
2. Pseudepigrafy – texty připsané osobě či skupině, které je jistě nenapsaly, např. Henoch, Kniha Jubileí, Kniha Noe, Závěť Léviho
  - Apokryfy – knihy, které nebyly přijaty do hebrejského kánonu, např. Sírachovec, Kniha Tóbijáš, Kniha Báruch; v Kumránu nehrály velkou roli
3. Neznámé nové spisy – esejská literatura, např. Řád Jednoty, Měděný svitek, Damašský dokument

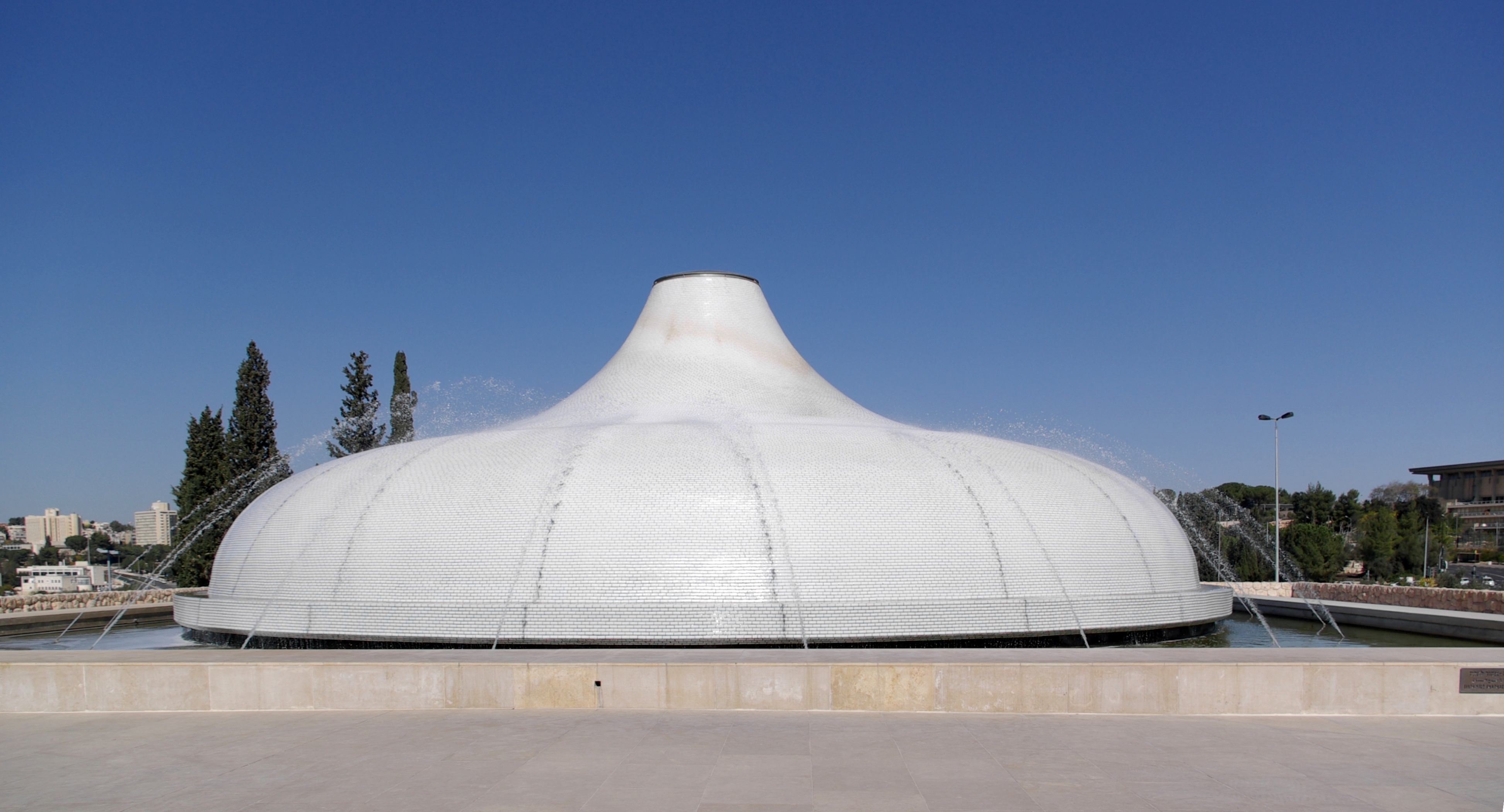
Svatyně knihy v Jeruzalémě – muzeum věnované Svitkům od Mrtvého moře

  - Komentáře k biblickým knihám

### Otázka křesťanských zlomků
Diskusi vyvolaly zlomky 7Q4 a 7Q5, které roku 1972 José O'Callaghan identifikoval jako 1Tim 3,16–4,1.3 a Mk 6,52n. Podobnou tezi zastával pak i Carsten Peter Thiede. Tento názor však nebyl ostatními vědci přijat a má se za to, že Kumrán nebyl Novým zákonem ovlivněn stejně jako Nový zákon neprozrazuje přímý vliv kumránských spisů.

## Publikace

### Fotografická dokumentace
Od 20. ledna 1952 do roku 1967 pracoval jako vedoucí fotograf Palestinského archeologického muzea (PAM) Nadžíb Albina. Během této doby nafotografoval většinu muzejních sbírek, fragmentů a rukopisů pomocí širokopásmové fluorescenční infračervené fotografie (snímek) (procesem známým jako reflected NIR photography). Nadžíb pro muzeum nashromáždil více než 1750 velkoformátových fotografických desek svitků. Tyto snímky se staly jedněmi z prvních fotografií archivní sbírky a byly ve své době nejpokročilejší na světě. Fragmenty a svitky tak byly zaznamenány před jejich dalším rozkladem způsobeným skladováním a jsou často nejlepšími snímky svitků. Některé z následujících destrukcí byly přímým negativním důsledkem skladování ve vlhkých sklepích muzea a podmínek prostředí, kterým muzeum dovolilo fragmenty a svitky vystavit, například cigaretovému kouři, včetně kouře z cigaret Nadžíba. Ve skutečnosti došlo i k poškození Nadžíbových negativů PAM kvůli špatné archivaci a péči. Nadžíb Albina pořídil pět nekompletních sad Svitků od Mrtvého moře. Sady byly segmentově zaznamenávány, tříděny, až po sestavení formátu na výšku, jak je poskládali odborníci muzea PAM; většina svitků a fragmentů byla během procesu fotografována alespoň třikrát. Nadžíb svůj postup a jednotlivé kroky se svitky zaznamenával do deníku, který je dodnes v archivu Izraelského památkového úřadu.
V roce 1967 přešlo muzeum v důsledku šestidenní války pod izraelskou správu. Na rozdíl od průběhu Suezské krize se Svitky od Mrtvého moře nestěhovaly na bezpečnější místo, jako byla Osmanská banka. V důsledku toho utrpěly v té době některé sbírky značné škody. Palestinští Arabové muzeum napadli a pokoušel se ukořistit část obsahu, Nadžíb byl pod hrozbou zbraně požádán o odemknutí skleněných desek, na kterých byly nasnímány Svitky od Mrtvého moře. Lhal tehdy, řekl, že nemá klíče, a dodal, že on sám je Arab. Po třech dnech byl propuštěn. Brzy poté, co Arabové ztratili kontrolu nad muzeem, používaly izraelské síly části muzea jako rozhlednu.

### Kontroverze kolem publikace
Některé fragmenty a svitky byly publikovány brzy po jejich objevení – šlo o většinu delších, kompletnějších svitků. Všechny spisy z jeskyně 1 byly publikovány mezi lety 1950 a 1956. Svitky z dalších osmi jeskyní byly zveřejněny v roce 1963 a roku 1965 byl publikován svitek žalmů z jeskyně 11. Brzy poté byly přeloženy do angličtiny.
Publikování dalších svitků trvalo desetiletí a toto zdržování způsobilo akademické kontroverze. Zatímco svitky byly pod kontrolou malé skupiny vědců vedené Johnem Strugnellem, většina ostatních vědců neměla žádný přístup jak ke svitkům, tak ani k fotografiím textu. Vědci jako Norman Golb, nakladatelé a spisovatelé jako Hershel Shanks a mnozí další mnoho let požadovali publikaci textů, aby se zpřístupnily dalším badatelům. Tato kontroverze skončila až v roce 1991, kdy Biblical Archaeology Society dokázala publikovat „Facsimile Edition of the Dead Sea Scrolls“ po intervenci izraelské vlády a Israeli Antiquities Authority. Emanuel Tov byl v roce 1991 jmenován předsedou nadace Dead Sea Scrolls a stejného roku došlo k publikování svitků.

### Svitky online
Izraelské muzem zveřejnilo naskenované kopie některých svitků online ve vysokém rozlišení. Velký Izaiášův svitek je navíc přeložen do angličtiny. Do roku 2016 měly být zveřejněny všechny.

## Význam Svitků od Mrtvého moře
Texty mají obrovský význam především pro biblickou kritiku (zejména textovou), neboť napomáhají poznání jazyka, slovní zásoby, stylu či frází. Zároveň také obsahují nemálo variant biblického textu (většina gramatického a pravopisného rázu), které pomáhají osvětlovat některá místa v Bibli. Mnohé varianty se shodují s textem Septuaginty, která byla až donedávna mnohdy považována za pokleslý překlad. Kumránské svitky však ukázaly, že Septuaginta je dosti věrným překladem – avšak jiné předlohy, než ze které vycházeli masoreti (a dnešní vydání Tanachu).
Velký význam pak svitky mají samozřejmě pro poznání podoby judaismu v období druhého Chrámu, mj. tedy doby, ve které vznikalo křesťanství. Texty tak napomáhají lépe pochopit souvislosti vzniku křesťanství.

### Texty svitků
- Johann Maier, Die Qumran-Essener: Die Texte vom Toten Meer. UTB Reinhardt 1995.
  - Svazek I: Die Texte der Höhlen 1–3 und 5–11. ISBN 3-8252-1862-7.
  - Svazek II: Die Texte der Höhle 4. ISBN 3-8252-1863-5.
  - Svazek III: Einführung, Zeitrechnung, Register und Bibliographie. ISBN 3-8252-1916-X.
- Rukopisy od Mrtvého moře. Praha: OIKOYMENH, 2007. ISBN 978-80-7298-108-3. (česko-hebrejský výbor ze Svitků)

### Sekundární literatura v češtině
- Jan Dušek, Odkrývání tajemství rukopisů od Mrtvého moře, in: Rukopisy od Mrtvého moře. Praha: OIKOYMENH, 2007. ISBN 978-80-7298-108-3, s. 225–279.
- David Flusser (přel. Petr Sláma), Esejské dobrodružství: Židovské společenství od Mrtvého moře; Čeho si lze povšimnout u Ježíše, Pavla, Didaché a Martina Bubera. Praha: OIKOYMENH, 1999. ISBN 80-86005-90-9.
- Stanislav Segert, Synové světla a synové tmy: Svědectv nejstarších biblických rukopisů. Praha: Orbis 1970, v reedici in: Rukopisy od Mrtvého moře. Praha: OIKOYMENH, 2007. ISBN 978-80-7298-108-3, s. 13–223.